# Haverskerque
Haverskerque (niederländisch Haveskerke) ist eine französische Gemeinde mit 1385 Einwohnern (Stand 1. Januar 2022) im Département Nord in der Region Hauts-de-France. Sie gehört zum Arrondissement Dunkerque und zum Kanton Hazebrouck.

## Geografie
Die Gemeinde Haverskerque liegt an der kanalisierten Leie, deren mäandrierende Altarme hier dir Grenze zum Département Pas-de-Calais bilden, etwa 15 Kilometer nordwestlich von Béthune. Neben dem Dorf Haverskerque besteht die Gemeinde aus den Ortsteilen La Croix Mairesse, Le Corbie und Le Forest. Nachbargemeinden von Haverskerque sind Morbecque im Norden, Merville im Osten, Saint-Floris im Südosten, Saint-Venant im Süden und Thiennes im Westen.

## Bevölkerungsentwicklung
| Jahr                       | 1962 | 1968 | 1975 | 1982 | 1990 | 1999 | 2010 | 2020 |
| Einwohner                  | 1207 | 1165 | 1160 | 1193 | 1330 | 1433 | 1472 | 1408 |
| Quellen: Cassini und INSEE |      |      |      |      |      |      |      |      |

## Sehenswürdigkeiten

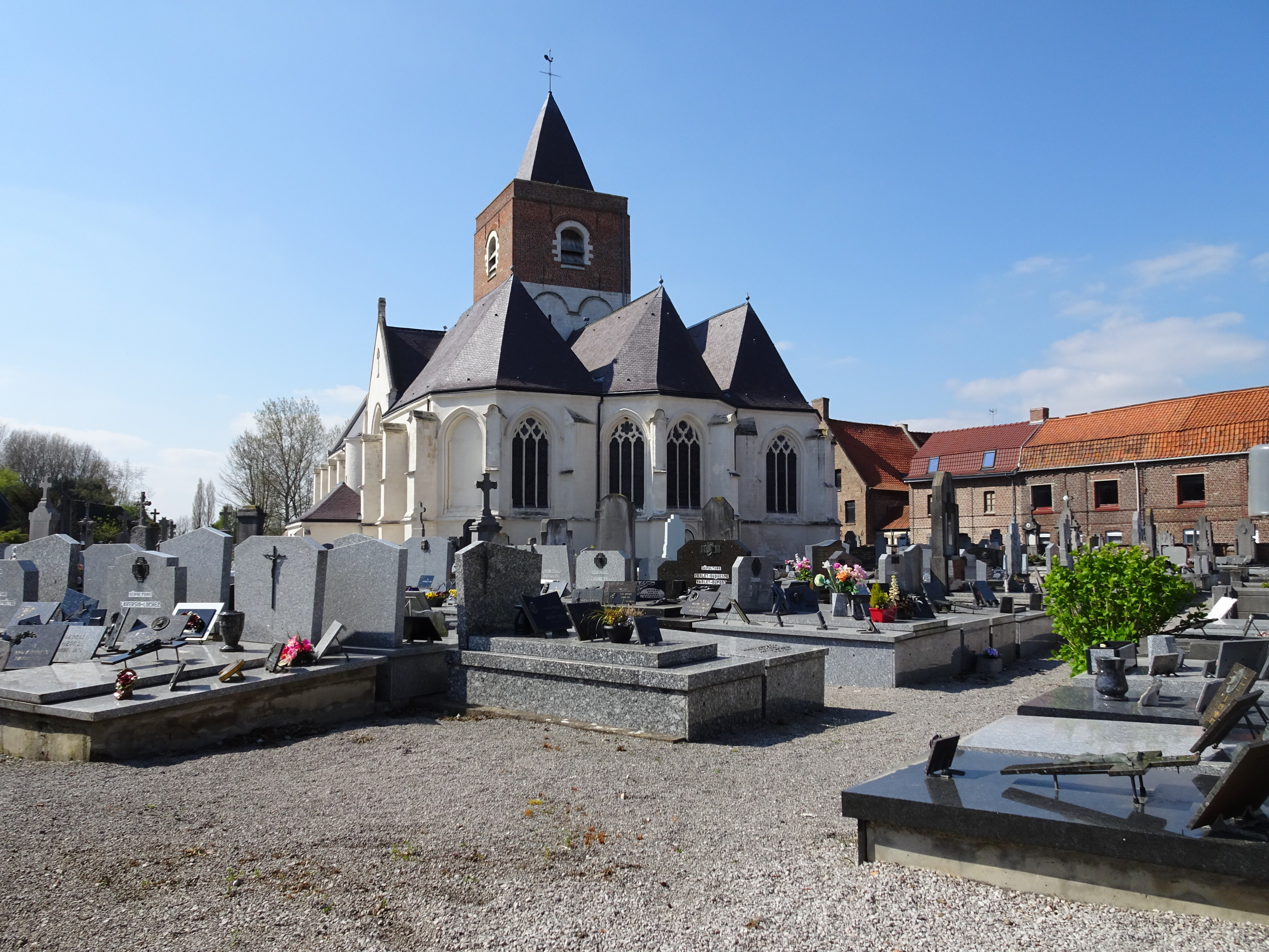
Kirche Saint-Vincent
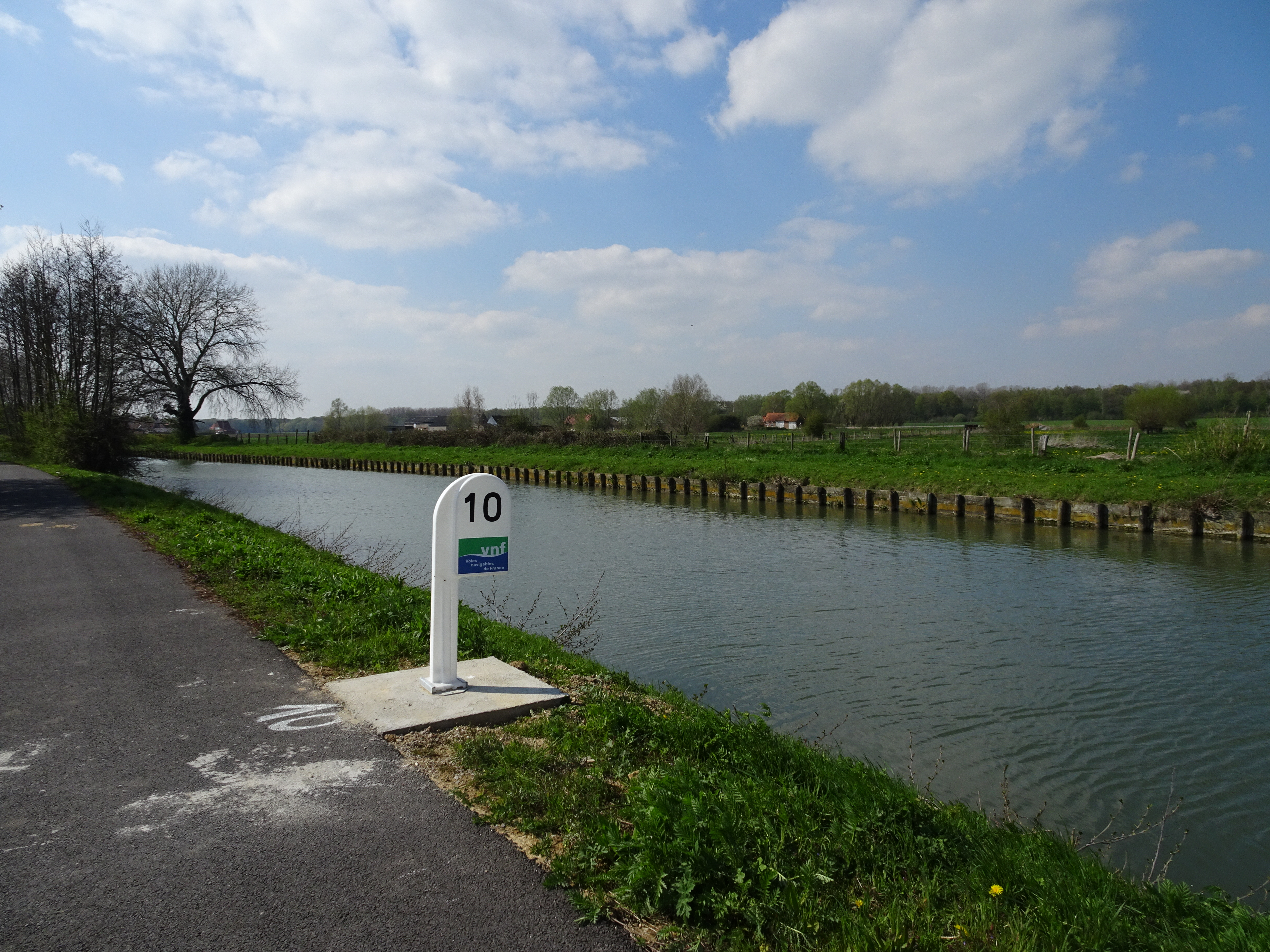
Kanalisierte Leie in Haverskerque
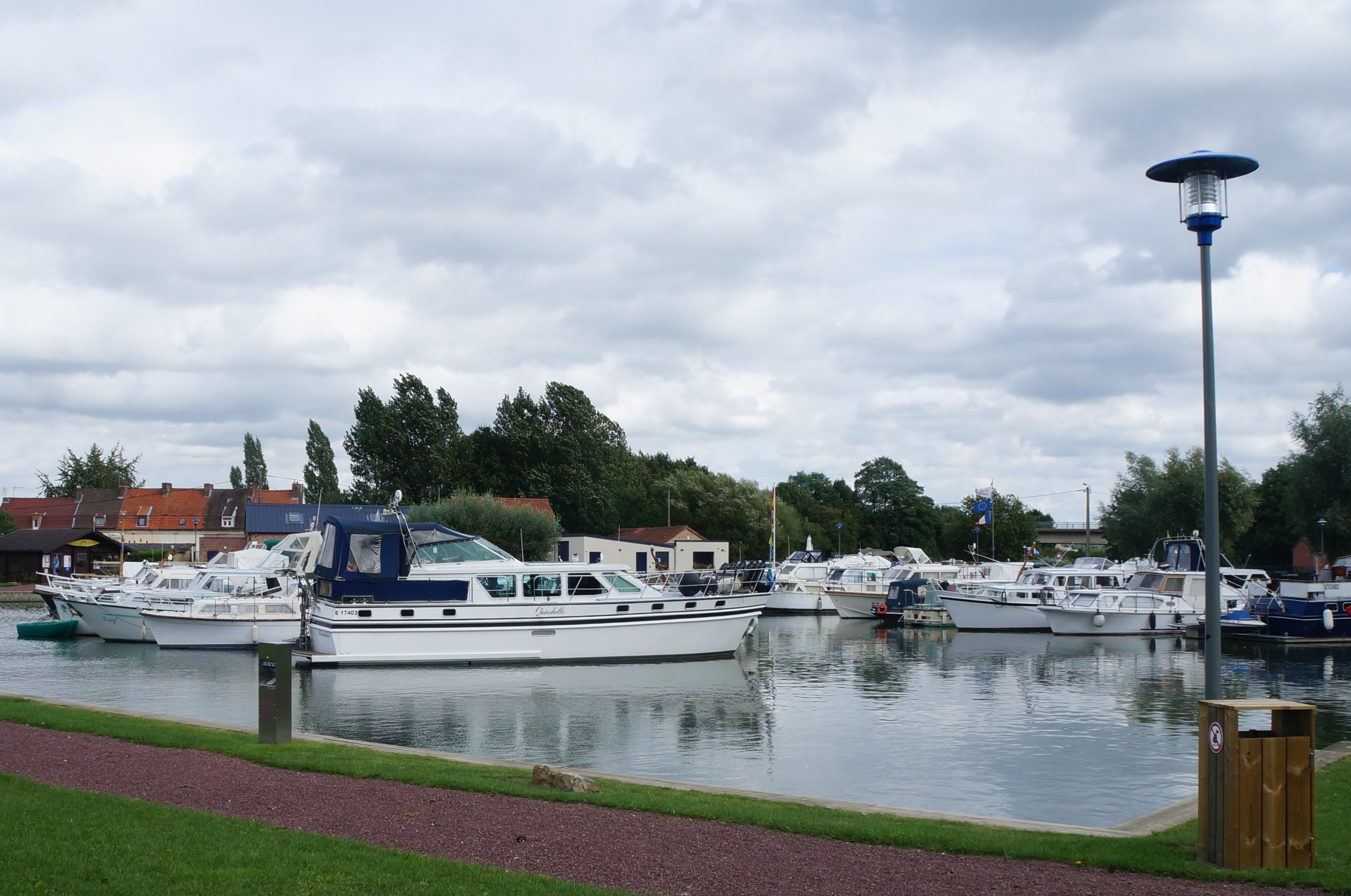
Freizeithafen an der Leie
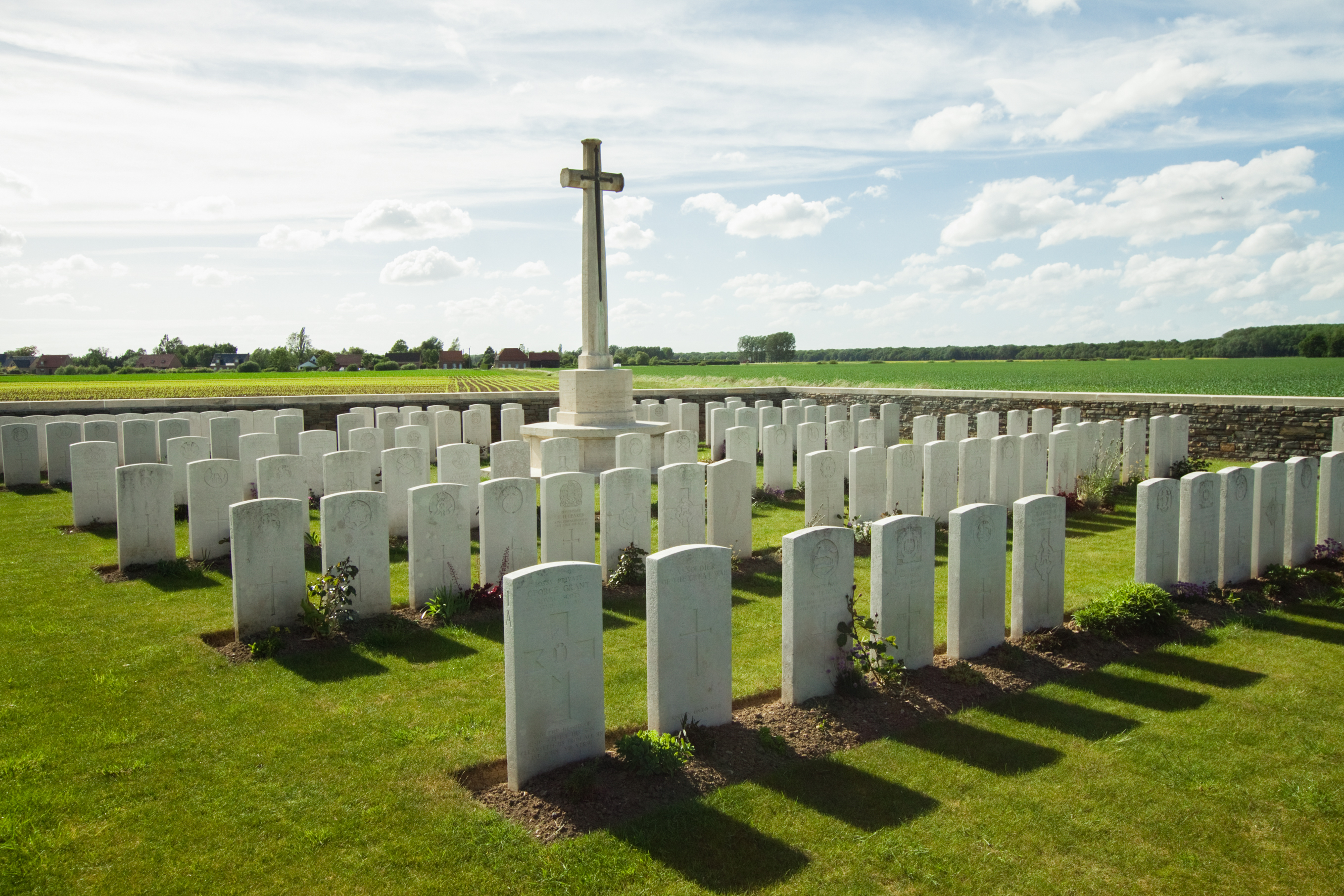
britischer Soldatenfriedhof

- Kirche Saint-Vincent
- Kanalisierte Leie in Haverskerque
- Freizeithafen an der Leie
- Britischer Soldatenfriedhof